# .zw
.zw ist die länderspezifische Top-Level-Domain (ccTLD) von Simbabwe. Sie existiert seit dem 6. November 1991 und wird von der staatlichen Regulierungsbehörde für Post und Telekommunikation verwaltet. Die Vergabestelle nennt sich kurz ZISPA.

## Vergabestelle
Lange war unklar, welche Behörde für die Registrierung der Domain zuständig ist. Im September 2011 hat eine Organisation namens Techzim herausgefunden, dass die Registrierung von .zw-Domains über die sogenannte Zimbabwe Internet Service Providers Association (kurz ZISPA) möglich ist. Diese Vereinigung fungiert als Zusammenschluss der regionalen Internet-Provider, andere Vergabestellen sind bisher nicht bekannt.
Eine rechnergestützte Vergabe ist im Vergleich zu fast allen anderen ccTLDs nicht möglich, ein Antrag muss per Fax oder Brief eingereicht werden. Eine offizielle Preisliste existiert ebenfalls nicht, die jährlichen Gebühren bewegen sich nach Branchenexperten zwischen 15 und 45 US-Dollar.